# Nacional Records
A Nacional Records é uma gravadora independente fundada em 2005 por Tomas Cookman em Hollywood, California. É uma das poucas gravadoras que distribui música em espanhol e rock em espanhol, além de distribuir música latina e diversos gêneros musicais, com foco principalmente na América Latina e Espanha. Inclui também artistas do Chile, Colômbia, México, Argentina, Venezuela, Equador, entre outros.

## Artistas
- Andrea Echeverri
- Aterciopelados
- Bitman & Roban
- DJ Bitman
- Eric Bobo
- Fidel Nadal
- Gonzalo Yañez
- Hector Buitrago
- Intoxicados
- Los Bunkers
- Los Tres
- Manu Chao
- Mexican Institute of Sound
- Monareta
- Nortec Collective
- Nortec Collective Presents: Bostich and Fussible
- Pacha Massive
- Panoptica
- The Pinker Tones
- Raul Campos
- Rock Hudson
- Sara Valenzuela
- Señor Coconut
- Señor Flavio
- Todos Tus Muertos
- Rizha

## Lançamentos
- Austria (lançamento digital apenas)
- Bomba Estereo (lançamento digital apenas)
- Hip Hop Hoodios (lançamento digital apenas)
- KCRW Sounds Eclectico (compilação)
- Chicas Project (Trilha sonora)
- La mujer de mi hermano (Trilha sonora)
- Los Updates (lançamento digital apenas)
- Mistereo (lançamento digital apenas)
- Ovni (lançamento digital apenas)
- Pecker (lançamento digital apenas)
- Red Hot + Latin Redux (compilação)